# خوسيه مانويل لارا جارثيا
خوسيه مانويل لارا بوستش (بالإسبانية: José Manuel Lara Bosch)‏ إسباني، وُلد في 1976 في برشلونة في إسبانيا. هو رجل أعمال وكان الرئيس التنفيذي لمجموعة بلانيتا في الفترة ما بين عامي 2015 و2018. وهو ابن رجل الأعمال والناشر خوسيه مانويل لارا بوستش. ويحمل للقب الثالث ماركيز البيدروسو دي لارا.